# گرنت وود
 گرنت وود (انگلیسی: Grant Wood؛ زاده ۱۳ فوریهٔ ۱۸۹۱ درگذشته ۱۲ فوریهٔ ۱۹۴۲) یک نقاش اهل ایالات متحده آمریکا بود. او به‌خاطر به‌تصویر کشیدن زندگی روستایی غرب میانه به‌خصوص در نقاشی‌هایی مانند گوتیک آمریکایی (۱۹۳۰) که یکی از نقاشی‌های نمادین آمریکا در سده بیستم میلادی به حساب می‌آید، شهرت دارد.